# Силапов, Мухаммедсейит Бабаевич
Мухаммедсейит Бабаевич Силапов (туркм. Muhammetseýit Sylapow) — туркменский государственный деятель.

## Биография
Родился в 1978 году в селе Гараяп Сакар-Чагинского района Марыйской области.
Образование высшее. В 1999 году окончил Туркменский институт народного хозяйства. По специальности — экономист-менеджер.
1999—2000 — бухгалтер индивидуального предприятия «Анаис».
2000—2002 — ведущий специалист пенсионного управления Министерства социального обеспечения Туркменистана.
2002—2011 — главный специалист контрольно-ревизионного отдела, заместитель начальника отдела, исполняющий обязанности начальника, начальник пенсионного управления Министерства социального обеспечения.
2011 — начальник управления пенсионного обеспечения Министерства труда и социальной защиты населения Туркменистана.
2011—2016 — начальник управления фонда труда и занятости Министерства труда и социальной защиты населения Туркменистана.
2016—2017 — заместитель министра труда и социальной защиты населения Туркменистана.
08.12.2017 — 26.01.2018 — временно исполняющий обязанности министра труда и социальной защиты населения Туркменистана, председателя Правления Пенсионного фонда Туркменистана.
С 26.01.2018 — министр труда и социальной защиты населения Туркменистана, председатель правления Пенсионного фонда Туркменистана.

## Награды и звания
- Медаль «За любовь к Отечеству» (Туркменистан)